# براد بايتون
براد بيتن (من مواليد 16 سبتمبر 1980) هو مخرج سينمائي كندي وكاتب ومنتج تلفزيوني.

## أعماله
| عام  | عنوان                                    | عمله               | ملاحظة                                                          |
| ---- | ---------------------------------------- | ------------------ | --------------------------------------------------------------- |
| 2001 | Ted                                      | مخرج               | (short)                                                         |
| 2001 | Full                                     | مخرج، Writer       | (short)                                                         |
| 2001 | Beyond the Fields                        | مخرج               | (short)                                                         |
| 2002 | ZeD                                      | مخرج، Writer       | (TV series short) (segment "Evelyn: The Cutest Evil Dead Girl") |
| 2002 | Evelyn: The Cutest Evil Dead Girl        | مخرج، Writer       | (short) Nominated—Genie Award for Best Live Action Short Drama  |
| 2004 | Bad Luck                                 | Director, Writer   | (short)                                                         |
| 2004 | A Tale of Bad Luck                       | مخرج، Writer       | (short)                                                         |
| 2006 | What It's Like Being Alone               | مخرج، Writer       | (TV series) (also executive producer)                           |
| 2009 | Suck                                     | Executive Producer |                                                                 |
| 2010 | Cats & Dogs: The Revenge of Kitty Galore | مخرج               |                                                                 |
| 2012 | الرحلة 2: الجزيرة الغامضة                | مخرج               |                                                                 |
| 2013 | Invisible Monsters                       | Unknown            | in production                                                   |

## وصلات خارجية
- براد بايتون على موقع IMDb (الإنجليزية)
- براد بايتون على موقع ألو سيني (الفرنسية)
- براد بايتون على موقع أول موفي (الإنجليزية)
- براد بايتون على موقع بوكس أوفيس موجو (الإنجليزية)
- براد بايتون على موقع قاعدة بيانات الأفلام السويدية (السويدية)
- براد بايتون على موقع قاعدة بيانات الفيلم (الإنجليزية)
- براد بايتون على موقع كينوبويسك (الروسية)